# Seznam uniformnih poliedrov po sliki oglišč
| Polieder                            |                                                            |
| razred                              | število in značilnosti                                     |
| platonska telesa                    | (5, konveksna, pravilna)                                   |
| arhimedska telesa                   | (13, konveksna, uniformna)                                 |
| Kepler-Poinsotov polieder           | (4, pravilni, nekonveksni)                                 |
| uniformni poliedri                  | (75, uniformni)                                            |
| prizmatoid: prizme, antiprizma itd. | (4 neskončni uniformni razredi)                            |
| tlakovanja poliedrov                | (11 pravilnih v ravnini)                                   |
| kvazi-pravilni poliedri             | (8)                                                        |
| Johnsonovo telo                     | (92 konveksni, neuniformni)                                |
| piramide in bipiramide              | (neskončno)                                                |
| stelacije                           | stelacija                                                  |
| poliederski sestav                  | (5 pravilnih)                                              |
| deltaedri                           | (deltaedri, stranske ploskve so enakostranični trikotniki) |
| prirezani poliedri                  | (12 uniformnih niso zrcalne slike)                         |
| zonoeder                            | (zonoedri, stranske ploskve imajo 180° simetrijo)          |
| dualni polieder                     |                                                            |
| sebidualni polieder                 | (neskončno)                                                |
| Catalanovo telo                     | (13, arhimedski duali)                                     |

Seznam uniformnih poliedrov po sliki oglišč vsebuje pregled uniformnih poliedrov v odvisnosti od njihove slike oglišč. Nekateri uniformni poliedri se dobijo s prisekovanjem oglišč pravilnih ali kvazipravilnih poliedrov.   

## Slike oglišč poliedrov
Odnosi postanejo opazni s proučevanjem slik oglišča, ki jih dobimo z naštevanjem stranskih ploskev, ki so sosednje vsakemu oglišču. Primer: kocka ima sliko oglišč 4.4.4, kar pomeni tri sosednje stranske ploskve. Možni pa so:
- 3 enakostranični trikotniki
- 4 kvadrati
- 5 pravilnih petkotnikov
- 6 pravilnih šestkotnikov
- 8 pravilnih osemkotnikov

Nekatere stranske ploskve izgledajo kot, da so obratno orientirane, kar zapišemo kot 
- -3 trikotnik z obratno orientacijo (pogosto zapišemo kot 3/2)

Drugi pa potekajo skozi izhodišče, kar zapišemo kot
- 6* to pa je  šestkotnik, ki gre skozi izhodišče.

Johnson je razvrstil uniformne poliedre na naslednji način:
1. pravilni (s pravilno mnogokotniško sliko oglišč): pq, z Wythoffovim simbolom q|p 2
2. kvazi-pravilni (pravokotne ali ditrigonalne slike oglišč): p.q.p.q 2|p q ali p.q.p.q.p.q, Wythoffov simbol 3|p q
3. verzi-pravilni (ortodiagonalne slike oglišč), p.q*.-p.q*, Wythoffov simbol q q|p
4. prisekani pravilni (enakokrake trikotne slike oglišč): p.p.q, Wythoffov simbol q 2|p
5. verzi-kvazi-pravilni (dipteroidalne slike oglišč), p.q.p.r Wythoffov simbol q r|p
6. kvazi-kvazi-pravilni (trapezoidalne slike oglišč): p*.q.p*.-r q.r|p or p.q*.-p.q*  p q r|
7. prisekani kvazi-pravilnir (raznostranične trikotne slike oglišč), p.q.r Wythoffov simbol p q r|
8. prirezani kvazi-pravilni (petkotne, šestkotne ali osemkotne slike oglišč), Wythoffov simbol p q r|
9. prizme (prisekani hozoedri),
10. antiprizme in križne antiprizme (prirezani diedri)

## Prisekane oblike

### Pravilni poliedri in njihove prisekane oblike
| slika oglišč        | grupa | A: pravilni: p.p.p                                                                                | B: prisekani pravilni: p.p.r                                                              |
| 3.3.3 3.6.6         | Td    | tetraeder 3\|2 3 W1, U01, K06, C15 V 4,E 6,F 4=4{3} χ=2                                           | prisekani tetraeder 2 3\|3 W6, U02, K07, C16 V 12,E 18,F 8=4{3}+4{6} χ=2                  |
| 3.3.3.3 4.6.6       | Oh    | oktaeder 4\|2 3, 34 W2, U05, K10, C17 V 6,E 12,F 8=8{3} χ=2                                       | prisekani oktaeder 2 4\|3 W7, U08, K13, C20 V 24,E 36,F 14=6{4}+8{6} χ=2                  |
| 4.4.4 3.8.8         | Oh    | heksaeder (kocka) 3\|2 4 W3, U06, K11, C18 V 8,E 12,F 6=6{4} χ=2                                  | prisekani heksaeder 2 3\|4 W8, U09, K14, C21 V 24,E 36,F 14=8{3}+6{8} χ=2                 |
| 3.3.3.3.3 5.6.6     | Ih    | ikozaeder 5\|2 3 W4, U22, K27, C25 V 12,E 30,F 20=20{3} χ=2                                       | prisekani ikozaeder 2 5\|3 W9, U25, K30, C27 E 60,V 90,F 32=12{5}+20{6} χ=2               |
| 5.5.5 4.10.10       | Ih    | dodekaeder 3\|2 5 W5, U23, K28, C26 V 20,E 30,F 12=12{5} χ=2                                      | prisekani dodekaeder 2 3\|5 W10, U26, K31, C29 V 60,E 90,F 32=20{3}+12{10} χ=2            |
| 5.5.5.5.5 5/2.10.10 | Ih    | veliki dodekaeder 5/2\|2 5 W21, U35, K40, C44 V 12,E 30,F 12=12{5} χ=-6                           | prisekani veliki dodekaeder 25/2\|5 W75, U37, K42, C47 V 60,E 90,F 24=12{5/2}+12{10} χ=-6 |
| 3.3.3.3.3 5/2.6.6.  | Ih    | veliki ikozaeder (16-to zvezdenje ikozaedra) 5/2\|2 3 W41, U53, K58, C69 V 12,E 30,F 20=20{3} χ=2 | veliki prisekani ikozaeder 25/2\|3 W95, U55, K60, C71 V 60,E 90,F 32=12{5/2}+20{6} χ=2    |
| 5/2.5/2.5/2.5/2.5/2 | Ih    | mali zvezdni dodekaeder 5\|25/2 W20, U34, K39, C43 V 12,E 30,F 12=12{5/2} χ=-6                    |                                                                                           |
| 5/2.5/2.5/2         | Ih    | veliki zvezdni dodekaeder 3\|25/2 W22, U52, K57, C68 V 20,E 30,F 12=12{5/2} χ=2                   |                                                                                           |

Dodatno obstajajo še tri kvazi prisekane oblike. Te so tudi poseben razred prisekanih pravilnih poliedrov.
| slike oglišč                      | groupa Oh | groupa Ih | groupa Ih |
| 3.8/3.8/3 5.10/3.10/3 3.10/3.10/3 | zvezdni prisekan heksaeder (kvaziprisekani heksaeder) (zvezdnoprisekana kocka) 2 3\|4/3 W92, U19, K24, C66 V 24,E 36,F 14=8{3}+6{8/3} χ=2 | mali zvezdni prisekan dodekaeder (kvaziprisekan mali zvezdni dodekaeder) (mali zvezdno prisekani dodekaeder) 2 5\|5/3 W97, U58, K63 V 60,E 90,F 24=12{5}+12{10/3} χ=-6 | veliki zvezdni prisekani dodekaeder (kvaziprisekan zvezdni dodekaeder) (veliki zvezdnoprisekani dodekaeder) 2 3\|5/3 W104, U66, K71, C83 V 60,E 90,F 32=20{3}+12{10/3} χ=2 |

### Prisekane oblike kvazi-pravilnih poliedrov
Stolpec A vsebuje nekatere kvazi-pravilne poliedre,
stolpec B vsebuje običajno prisekane oblike,
stolpec C vsebuje kvazi-prisekane oblike,
stolpec D prikazuje različne načine prisekovanja.
Vse te prisekane oblike imajo imajo sliko oglišč p.q.r in
Wythoffov simbol p q r|.
| slika oglišč                      | grupa | A: kvazi-pravilni: p.q.p.q                                                           | B: prisekani kvazi-pravilni: p.q.r | C: prisekani kvazi-pravilni: p.q.r | D: prisekani kvazi-pravilni: p.q.r |
| 3.4.3.4 4.6.8 4.6.8/3 8.6.8/3     | Oh    | kubooktaeder 2\|3 4 W11, U07, K12, C19 V 12,E 24,F 14=8{3}+6{4} χ=2                  | veliki rombikubooktaeder (rombiprisekani kubooktaeder) (prisekani kubooktaeder) 2 3 4\| W15, U11, K16, C23 V 48,E 72,F 26=12{4}+8{6}+6{8} χ=2               | veliki prisekani kubooktaeder (kvaziprisekani kubooktaeder) 2 34/3\| W93, U20, K25, C67 V 48,E 72,F 26=12{4}+8{6}+6{8/3} χ=2                    | kubiprisekanikubooktaeder (kuboprisekani kubooktaeder) 3 44/3\| W79, U16, K21, C52 V 48,E 72,F 20=8{6}+6{8}+6{8/3} χ=-4                   |
| 3.5.3.5 4.6.10 4.6.10/3 10.6.10/3 | Ih    | ikozidodekaeder 2\|3 5 W12, U24, K29, C28 V 30,E 60,F 32=20{3}+12{5} χ=2             | veliki rombiikozidodekaeder (rombiprisekani ikozidodekaeder) (prisekani ikozidodekaeder) 2 3 5\| W16, U28, K33, C31 V 120,E 180,F 62=30{4}+20{6}+12{10} χ=2 | veliki prisekani ikozidodekaeder (veliki kvaziprisekani ikozidodekaeder) 2 35/3\| W108, U68, K73, C87 V 120,E 180,F 62=30{4}+20{6}+12{10/3} χ=2 | ikoziprisekani dodekaeder (ikozidodekaprisekani ikozidodekaeder) 3 55/3\| W84, U45, K50, C57 V 120,E 180,F 44=20{6}+12{10}+12{10/3} χ=-16 |
| 5/2.5.5/2.5 4.10.10/3             | Ih    | dodekadodekaeder 2 5\|5/2 W73, U36, K41, C45 V 30,E 60, F 24=12{5}+12{5/2} χ=-6      | | prisekani dodekadodekaeder (kvaziprisekani dodekaeder) 2 55/3\| W98, U59, K64, C75 V 120,E 180,F 54=30{4}+12{10}+12{10/3} χ=-6                  | |
| 3.5/2.3.5/2                       | Ih    | veliki ikozidodekaeder 2 3\|5/2 W94, U54, K59, C70 V 30,E 60, F 32=20{3}+12{5/2} χ=2 | | | |

## Poliedri s skupnimi robovi in oglišči

### Pravilni
V preglednici je prikazanih nekaj odnosov.
Vsi so praviloma ločeni od tetrahemiheksadronov, ki pa je verzi pravilen.
| slika oglišč                  | V  | E  | group | regular                                                              | regular/versi-regular                                                                   |
| 3.3.3.3 3.4*.-3.4*            | 6  | 12 | Oh    | oktaeder 4\|2 3 W2, U05, K10, C17 F 8=8{3} χ=2                       | tetrahemiheksaeder 3<te so tudi/SUP>/23\|2 W67, U04, K09, C36 F 7=4{3}+3{4} χ=1         |
| 3.3.3.3.3 5.5.5.5.5           | 12 | 30 | Ih    | ikozaeder 5\|2 3 W4, U22, K27 F 20=20{3} χ=2                         | veliki dodekaeder 5/2\|2 5 W21, U35, K40, C44 F 12=12{5} χ=-6                           |
| 5/2.5/2.5/2.5/2.5/2 3.3.3.3.3 | 12 | 30 | Ih    | mali zvezdni dodekaeder 5\|25/2 W20, U34, K39, C43 F 12=12{5/2} χ=-6 | veliki ikozaeder (16-to zvezdenje ikozaedra) 5/2\|2 3 W41, U53, K58, C69 F 20=20{3} χ=2 |

### Kvazi-pravilni in verzi-pravilni
Pravokotne slike oglišč ali prekrižani pravokotniki in prekrižani pravokotniki so v prvi koloni so kvazi pravilni v drugi in tretji koloni pa so polpoliedri s stranskimi ploskvami, ki tečejo skozi izhodišče in jih nekateri avtorji imenujejo verzi pravilni.
| slika oglišč                              | V  | E  | grupa | kvazi-pravilni: p.q.p.q                                                  | verzi-pravilni: p.s*.-p.s*                                                      | verzi-pravilni: q.s*.-q.s*                                                             |
| 3.4.3.4 3.6*.-3.6* 4.6*.-4.6*             | 12 | 24 | Oh    | kubooktaeder 2\|3 4 W11, U07, K12, C19 F 14=8{3}+6{4} χ=2                | oktahemioktaeder 3/23\|3 W68, U03, K08, C37 F 12=8{3}+4{6} χ=0                  | kubohemioktaeder 4/34\|3 W78, U15, K20, C51 F 10=6{4}+4{6} χ=-2                        |
| 3.5.3.5 3.10*.-3.10* 5.10*.-5.10*         | 30 | 60 | Ih    | ikozidodekaeder 2\|3 5 W12, U24, K29, C28 F 32=20{3}+12{5} χ=2           | mali ikozihemidodekaeder 3/23\|5 W89, U49, K54, C63 F 26=20{3}+6{10} χ=-4       | mali dodekahemidodekaeder 5/45\|5 W91, U51, K56, 65 F 18=12{5}+6{10} χ=-12             |
| 3.5/2.3.5/2 3.10*.-3.10* 5/2.10*.-5/2.10* | 30 | 60 | Ih    | veliki ikozidodekaeder 2\|5/23 W94, U54, K59, C70 F 32=20{3}+12{5/2} χ=2 | veliki ikozihemidodekaeder 3 3\|5/3 W106, U71, K76, C85 F 26=20{3}+6{10/3} χ=-4 | veliki dodekahemidodekaeder 5/35/2\|5/3 W107, U70, K75, C86 F 18=12{5/2}+6{10/3} χ=-12 |
| 5.5/2.5.5/2 5.6*.-5.6* 5/2.6*.-5/2.6*     | 30 | 60 | Ih    | dodekadodekaeder 2\|5/25 W73, U36, K41, C45 F 24=12{5}+12{5/2} χ=-6      | veliki dodekahemiikozieder 5/45\|3 W102, U65, K70, C81 F 22=12{5}+10{6} χ=-8    | mali dodekahemiikozieder 5/35/2\|3 W100, U62, K67, C78 F 22=12{5/2}+10{6} χ=-8         |

### Ditrigonalni in verzi-pravilni
Ditrigonalne (to je di(2) -tri(3)-kotne) slike oglišč so 3-kratni analogi pravokotnika. Ti so vsi kvazi-pravilni, ker so vsi robovi izomorfni.
Sestava 5-kock vsebuje isto množico robov in oglišč.
Prekrižane oblike imajo ne-orientabilne slike oglišč tako, da oznaka "-" ni bila uporabljena in "*" stranske ploskve tečejo blizu in ne skozi izhodišče.
| slika oglišča                                         | V  | E  | grupa | ditrogonalna                                                                         | prekrižana-ditrogonalna                                                           | prekrižana-ditrogonalna                                                               |
| 5/2.3.5/2.3.5/2.3 5/2.5*.5/2.5*.5/2.5* 3.5*.3.5*.3.5* | 20 | 60 | Ih    | mali ditrigonalni ikozidodekaeder 3\|5/23 W70, U30, K35, C39 F 32=20{3}+12{5/2} χ=-8 | ditrigonalni dodekadodekaeder 3\|5/35 W80, U41, K46, C53 F 24=12{5}+12{5/2} χ=-16 | veliki ditrigonalni ikozidodekaeder 3/2\|3 5 W87, U47, K52, C61 F 32=20{3}+12{5} χ=-8 |

### Verzi-kvazi-pravilni in kvazi-kvazi-pravilni
Skupina III: trapezoid ali prekrižane trapezoidne slike oglišč. Prvi stolpec vključuje konveksne rombske poliedre, ki nastanejo z vključitvijo dveh kvadratov v sliko oglišč kubooktaedra in ikozidodekaedra.
| vertex figure                                 | V  | E   | grupa | trapezoid: p.q.r.q                                                                                    | prekrižani-trapezoid: p.s*.-r.s*                                                                                            | prekrižani-trapezoid: q.s*.-q.s*                                                |
| 3.4.4.4 3.8*.-4.8* 4.8*.-4.8*                 | 24 | 48  | Oh    | mali rombikubooktaeder (rombikubooktaeder) 3 4\|2 W13, U10, K15, C22 F 26=8{3}+(6+12){4} χ=2          | mali kubokubooktaeder 3/24\|4 W69, U13, K18, C38 F 20=8{3}+6{4}+6{8} χ=-4                                                   | mali rombiheksaeder 2 3/2 4\| W86, U18, K23, C60 F 18=12{4}+6{8} χ=-6           |
| 3.8/3.4.8/3 3.4*.-4.4* 8/3.4*.-8/3.4*         | 24 | 48  | Oh    | veliki kubikubooktaeder 3 4\|4/3 W77, U14, K19, C50 F 20=8{3}+6{4}+6{8/3} χ=-4                        | nekonveksni veliki rombikubooktaeder (kvazirombikubooktaeder) 3/24\|2 W85, U17, K22, C59 F 26=8{3}+(6+12){4} χ=2            | veliki rombiheksaeder 2 4/3/2\| W103, U21, K26, C82 F 18=12{4}+6{8/3} χ=-6      |
| 3.4.5.4 3.10*.-5.10* 4.10*.-4.10*             | 60 | 120 | Ih    | mali rombikozidodekaeder (rombikozidodekaeder) 3 5\|2 W14, U27, K32, C30 F 62=20{3}+30{4}+12{5} χ=2   | mali dodecikozidodekaeder 3/25\|5 W72, U33, K38, C42 F 44=20{3}+12{5}+12{10} χ=-16                                          | mali rombidodekaeder 25/25\| W74, U39, K44, C46 F 42=30{4}+12{10} χ=-18         |
| 5/2.4.5.4 5/2.6*.-5.6* 4.6*.-4.6*             | 60 | 120 | Ih    | rombidodekadodekaeder 5/25\|2 W76, U38, K43, C48 F 54=30{4}+12{5}+12{5/2} χ=-6                        | ikozidodekadodekaeder 5/35\|3 W83, U44, K49, C56 F 44=12{5}+12{5/2}+20{6} χ=-16                                             | rombiikozaeder 2 35/2\| W96, U56, K61, C72 F 50=30{4}+20{6} χ=-10               |
| 3.10/3.5/2.10/3 3.4*.-5/2.4* 10/3.4*.-10/3.4* | 60 | 120 | Ih    | veliki dodeciikozidodekaeder 5/23\|5/3 W99, U61, K66, C77 F 44=20{3}+12{5/2}+12{10/3 } χ=-16          | nekonveksni veliki rombiikozidodekaeder (kvazirombiikozidodekaeder) 5/3\|2 W105, U67, K72, C84 F 62=20{3}+30{4}+12{5/2} χ=2 | veliki rombidodekaeder 2 3/25/3\| W109, U73, K78, C89 F 42=30{4}+12{10/3} χ=-18 |
| 3.6.5/2.6 3.10*.-5/2.10* 6.10*.-6.10*         | 60 | 120 | Ih    | mali ikoziikozidodekaeder 5/23\|3 W71, U31, K36, C40 F 52=20{3}+12{5/2}+20{6} χ=-8                    | mali ditrigonalni dodeciikozidodekaeder 5/3\|5 W82, U43, K48, C55 F 44=20{3}+12{5/2}+12{10} χ=-16                           | mali dodeciikozaeder 3 3/2 5\| W90, U50, K55, C64 F 32=20{6}+12{10} χ=-28       |
| 3.10/3.5.10/3 3.6*.-5.6* 10/3.6*.-10/3.6*     | 60 | 120 | Ih    | veliki ditrigonalni dodeciikozidodekaeder 3 5\|5/3 W81, U42, K47, C54 F 44=20{3}+12{5}+12{10/3} χ=-16 | veliki ikozidodekaeder 3/25\|3 W88, U48, K53, C62 F 52=20{3}+12{5}+20{6} χ=-8                                               | veliki dodeciikozieder 3 5/35/2\| W101, U63, K68, C79 F 32=20{6}+12{10/3} χ=-28 |